# Stefan Schwarzmann
Stefan Schwarzmann (11 de novembro de 1965) é um baterista de heavy metal alemão. Já trabalhou com o Accept,  U.D.O., Running Wild, X-Wild, Krokus e Helloween.
Schwarzmann juntou-se ao Helloween em 2003, substituindo Mark Cross. Embora Stefan se desse bem com os membros da banda, tinha outras preferências musicais. Como resultado, optou por deixar o Helloween após a "Rabbits on the Run Tour".
Em 2012, Schwarzmann e o guitarrista Mille Petrozza foram contratados para gravar o álbum Revolution do Lacrimosa.
Em 2014 ele deixou o Accept para focar em seu novo novo projeto chamado Panzer, junto ao guitarrista Herman Frank (também ex-Accept) e o baixista Marcel Schirmer, do Destruction.